# Urbar, Rhein-Hunsrück
Urbar är en Ortsgemeinde i Rhein-Hunsrück-Kreis i det tyska förbundslandet Rheinland-Pfalz. Urbar, som för första gången nämns i ett dokument från år 1246, har cirka 1 000 invånare.
Kommunen ingår i kommunalförbundet Verbandsgemeinde Hunsrück-Mittelrhein tillsammans med ytterligare 32 kommuner.